# ماسودا (شيمانه)
مدينة ماسودا (بالإنجليزية: Masuda)‏ هي أحد المدن التابعة لمحافظة شيمانه. تأسست رسميًا في 01/08/1952. ويقدر عدد سكانها بـ 50980 نسمة حسب تقدير مكتب الإحصاء الياباني لعام 2012. تبلغ مساحة ماسودا 733.16 كم2. بكثافة سكانية تبلغ 69.5 نسمة/كم2.

## توأمة
لماسودا (شيمانه) اتفاقيات توأمة مع كل من:
- نينغبو
- كوينزتاون

## أعلام
- يوجي إيشيكاوا
- سيشو
- كاورو ايواموتو